# Moyse Amyraut

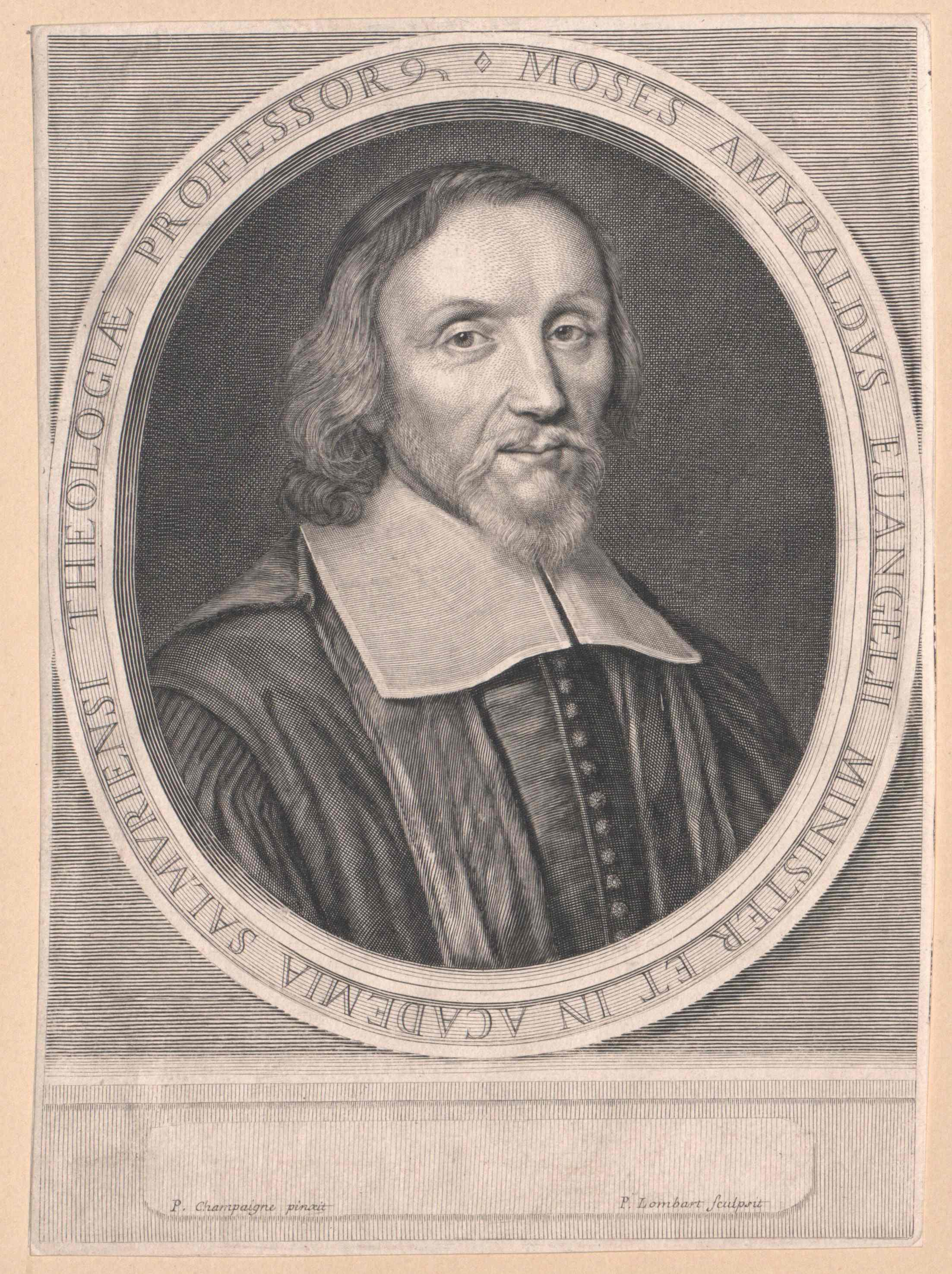
Moïse Amyraut

Moyse Amyraut (auch Moïse Amyraut, latinisiert Moses Amyraldus; * September 1596 in Bourgueil bei Tours; † 8. Januar 1664 in Saumur, heute im Département Maine-et-Loire) war ein reformierter Theologe aus Frankreich.

## Leben
Amyraut entstammte einer angesehenen Familie in Orleans. Er wurde nach Poitiers geschickt, um Rechtswissenschaften zu studieren. Durch seinen außerordentlichen Fleiß erlangte er 1616 nach nur einem Jahr den Grad eines Lizenziaten. Angeregt durch einen geistlichen Mitbürger namens Boucherau und durch die Lektüre von Johannes Calvins Institutio Christianae Religionis verzichtete er auf die Aussicht, Nachfolger seines Onkels Seneschall zu werden. Stattdessen wandte er sich, entgegen den Wünschen seines Vaters, dem Studium der Theologie zu und ging auf die Akademie in Saumur, die von Philippe Duplessis-Mornay gegründet und wo er von John Cameron (1580–1625) unterrichtet wurde.
Nach seiner Ordination wurde er 1623 Pfarrer in St. Aignan in Maine. 18 Monate später wurde er nach Saumur berufen, um die Pfarrstelle des Jean Daille zu übernehmen. Amyraut hätte auch in den Gemeinden Rouen oder Tours arbeiten können, aber da er bereits für eine theologische Professur in Saumur ausgewählt worden war, fiel die Wahl auf diese Gemeinde. Im Jahr 1631 sandte ihn diese als Deputierten zur Nationalsynode nach Charenton und beauftragte ihn mit er Überbringung ihrer Beschwerden und Wünsche an Ludwig XIII. 1633 wurde Amyraut gemeinsam mit Josué de La Place und Louis Cappel zum Professor der Theologie gewählt.
In seinem Traité de la prédestination versuchte er 1634 die strenge Prädestinationslehre der Dordrechter Synode durch einen Universalismus hypotheticus abzumildern, also durch die Lehre von einem gnädigen Willen Gottes, alle Menschen unter der Bedingung des Glaubens selig zu machen, die sich auf Camerons Sätzen gründete. Dies löste heftige Streitigkeiten aus, da ihm unter anderem von Petrus Molinaeus (1568–1658) und Friedrich Spanheim vorgeworfen wurde, gegen die Beschlüsse der Dordrechter Synode zu handeln. Auf mehreren französischen Nationalsynoden wurde er angeklagt und immer wieder freigesprochen. Die Synode von Alençon sprach 1637 Amyraut das Vertrauen aus, so dass der Streit sich allmählich legte. Letztlich wurden die streitenden Parteien 1645 zur Einigung und Einhaltung der Friedenspflicht bewegt. Eine zeitweilige Verurteilung seiner Lehre, Amyraldismus genannt, erreichten schließlich 1674 der Zürcher Professor Johann Heinrich Heidegger und sein Genfer Kollege François Turrettini (1623–1687) mit dem Consensus Helveticus.
Amyraut galt als tolerant und überaus freigiebig im Denken und Handeln. Er teilte die Einkünfte aus seiner Pfarrei in den letzten 10 Jahren seines Lebens unter den Armen auf.

## Werke (Auswahl)
- Traité des religions, contre ceux qui les estiment toutes indifférentes, Saumur 1631.
- Brief Traitté de la prédestination et de ses principales dépendances, Saumur 1634; R. Lum, 1985.
- Discours sur l’état des fidèles après la mort, Saumur 1646.
- Apologie pour ceux de la religion, Saumur 1647.
- Six livres de la vocation des pasteurs, 1649.
- Du gouvernement de l’Église contre ceux qui veulent abolir l’usage et l’autorité des synodes, Saumur 1653.
- La morale chrétienne, 6 Bände, Saumur 1652–1660; La Morale Chrestienne A Monsieur de Villarnoul, Forgotten Books, 2018, ISBN 978-0-332-78158-7.
- Vie de François de La Noue depuis le commencement des troubles religieux en 1560 jusqu’à sa mort,  Leiden 1661.